# アラン諸島

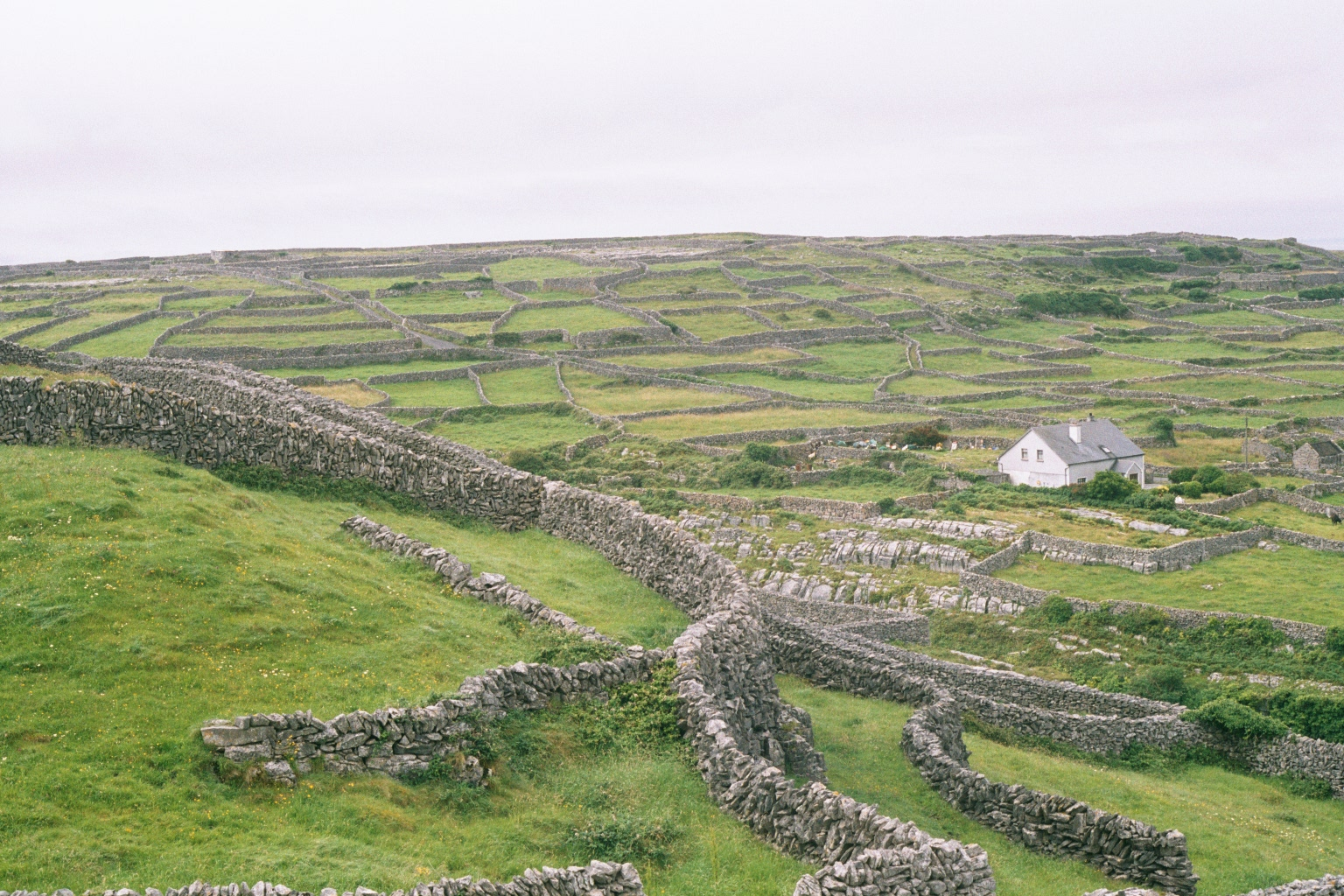
アラン諸島に見られる石垣

アラン諸島はアイルランドの西岸に位置する

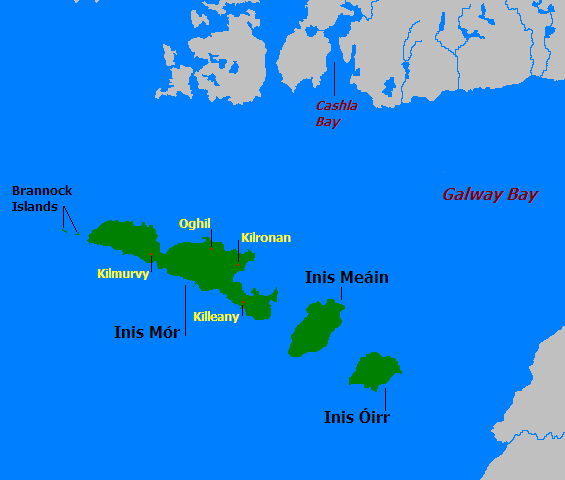
アラン諸島

アラン諸島（英: Aran Islands、愛: oileáin Árann）は、アイルランド島の西、ゴールウェイ湾に浮かぶ島々。アラン島と呼ばれることも多い。アラン諸島は3つの島からなり、西側から、イニシュモア島（英: Inishmore、愛: Inis Mór）、イニシュマーン島（英: Inishmaan、愛: Inis Meáin）、イニシィア島（英: Inisheer、愛: Inis Oírr）と呼ばれる。アイルランド語でÁrannの意味は「長い山々」の意味で、現在の島の名前にあるInisは「島」の意味である。また、Mór、Meáin、Oírrはそれぞれ「大きな」「真ん中」「東」の意味がある。これらのアラン諸島は石灰質の岩盤だけで出来た島群である。主要産業はジャガイモなどの農業と漁業で、手編みのアランセーター(en)（フィッシャーマンズセーター）も有名である。
アラン諸島は主に岩盤で出来ており、強風が吹きつける。そのための農業は、土が風で飛ばされないように畑を石垣で囲み、更に岩盤を槌で砕いて海藻を混ぜ合わせ、その下に粘土を敷き詰めて土をつくることから始まった。こうした石垣で仕切られた畑は格子を意味する「トレリス」（Trellis）と呼ばれ、アランセーターにもトレリスと呼ばれる網目模様がある。
観光客も訪れる。交通手段としては、首都ダブリンからバスまたは鉄道でまずゴールウェイへ。さらにバスに乗り換えてロッサヴィール（Rossaveel）港で降り、フェリーに約40分乗る。ゴールウェイ近郊のコナマーラ空港（Connemara Airport）からエアーアラン・アイランズによって運航される小型飛行機で渡ることも可能。島内には貸自転車と馬車がある。

## イニシュモア島
イニシュモア（大島）は、アラン諸島最大の島であり、三島の最も西に位置する。面積は12平方マイル。20世紀にはいるまでは、アランモア（英: Aranmore、愛: Árainn Mhór）と呼ばれていた。島の名前は1800年代中頃につけられた。このアイルランド語の島の名前は、厳密に言えば文法的には誤っており、島を意味するInisが女性名詞であるため、本来はInis Mhórとなるべきものである。島の人々はアイルランド文化の影響が強く、アイルランド語を話す。

### 名所・旧跡
- 「ダン・エンガス」(Dun Aengus)または「ドゥーン・エンガス」(Dún Aonghasa) - 断崖を背後に築かれた環状の石の砦. 古代ケルト人が築いたと言われる.
- 聖ベナン教会 - ヨーロッパで最も小さな教会として知られる古い建造物.
- 聖キーラン修道院(Teampall Chiaráin) - 古代の日時計や石造りの十字架がある

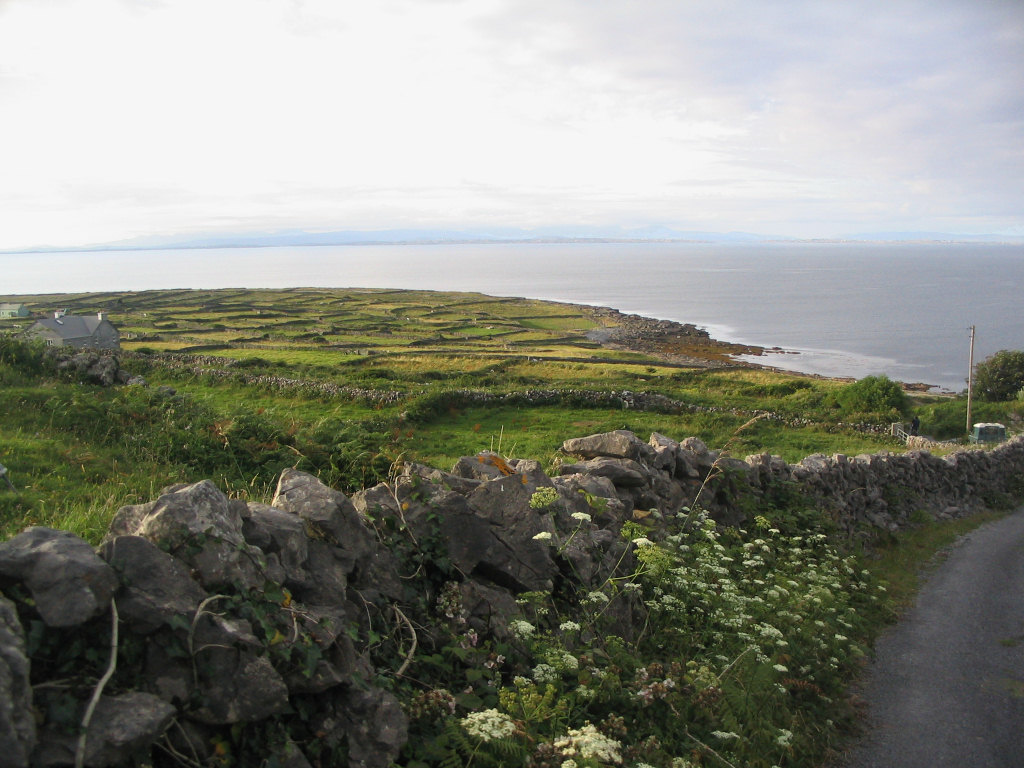
イニシュモア
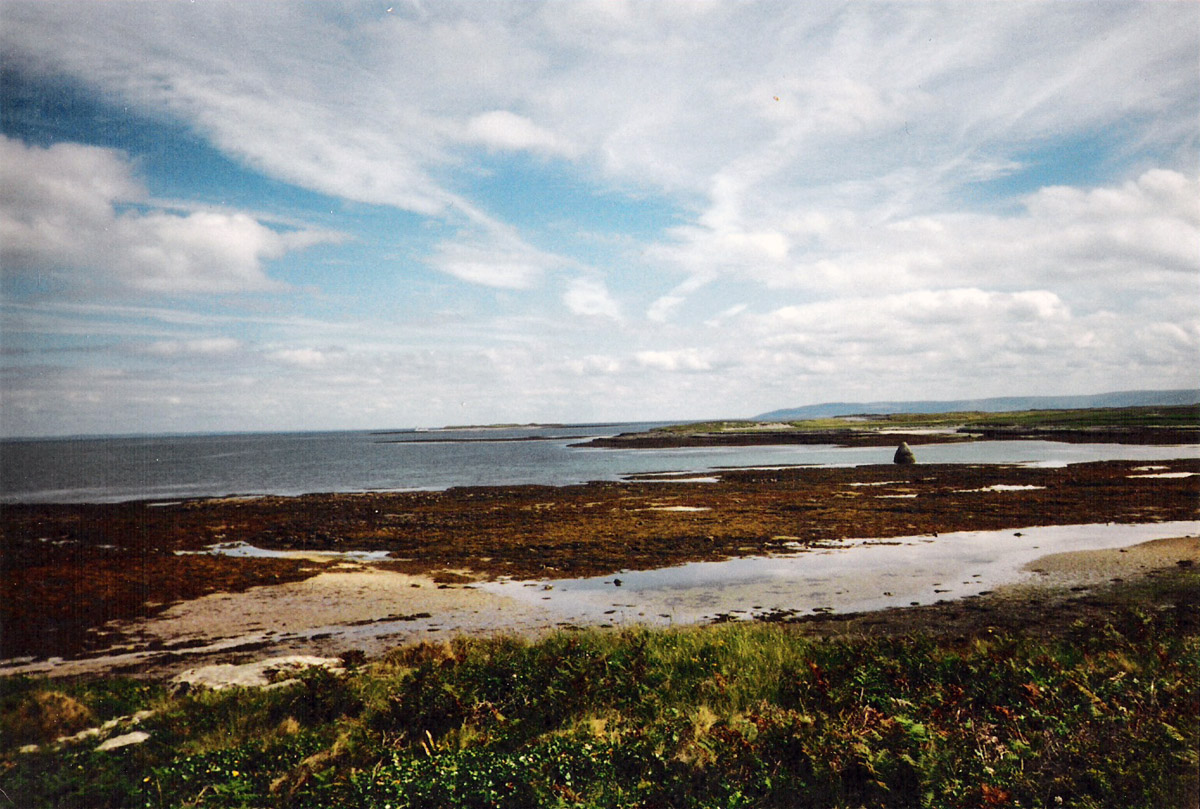
イニシュモアの東海岸
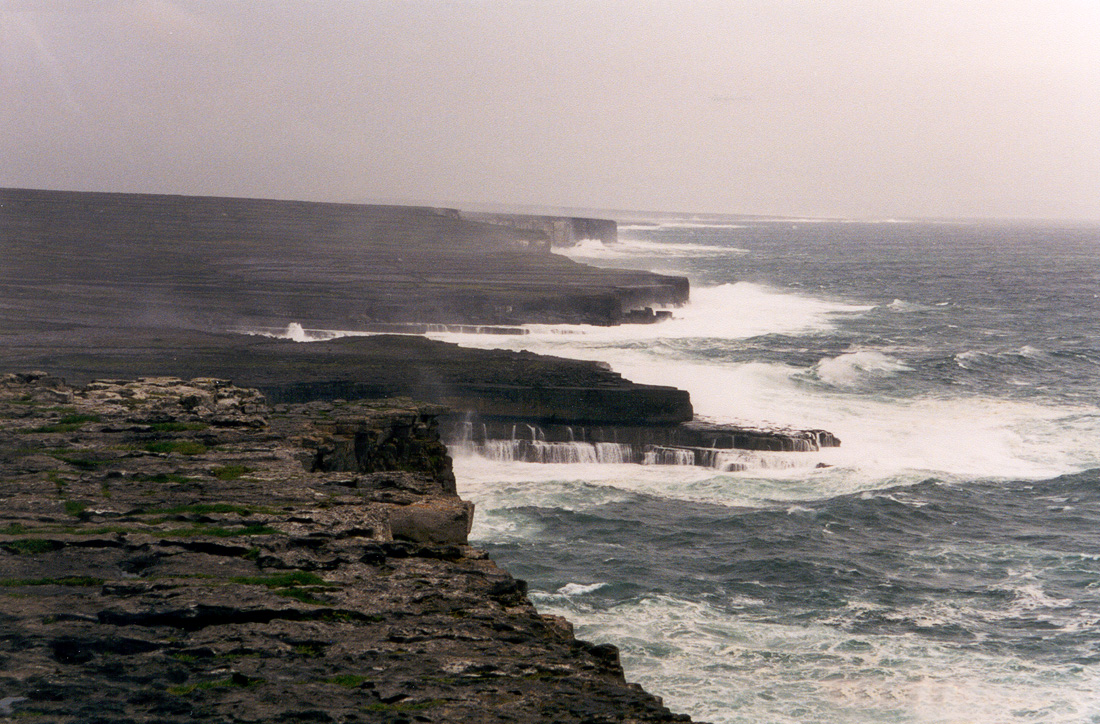
イニシュモアの荒々しい海岸
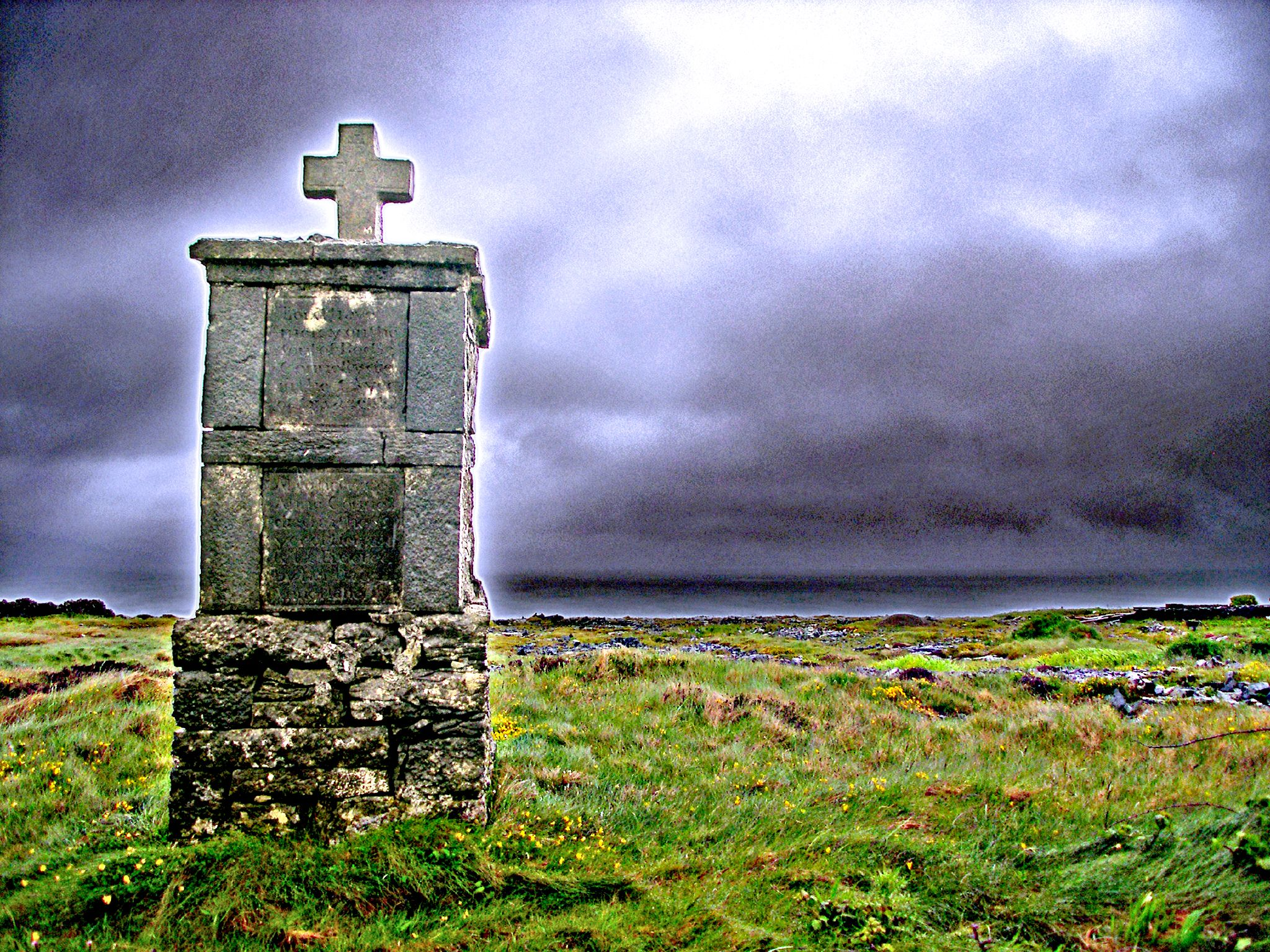
イニシュモアの十字架

## イニシュマーン島
イニシュマーン（中島）は、アラン諸島第二の大きさを持つ島であり、イニシュモアの東に位置する。アイルランド語ではInis Meadhóinと書かれることもある。人口は200人程度、他の2島と比較して観光客は少なく静かな土地である。アイルランドの歴史で重要な要塞があった土地の1つである。人々はアイルランド語を話す。

### 名所・旧跡
- ラバ・キンジャラグ - 難病を治すと伝えられている円形の遺跡。
- コナー要塞(Dún Conchuir) - キリスト教伝来前に作られた要塞の跡地。
- シングの住んでいた家 - 1898年から1902年の毎年夏に、ジョン・ミリントン・シングが暮らしていた家。
- シングの椅子 (Synge's Chair) - 島の西の切り立った岸壁。

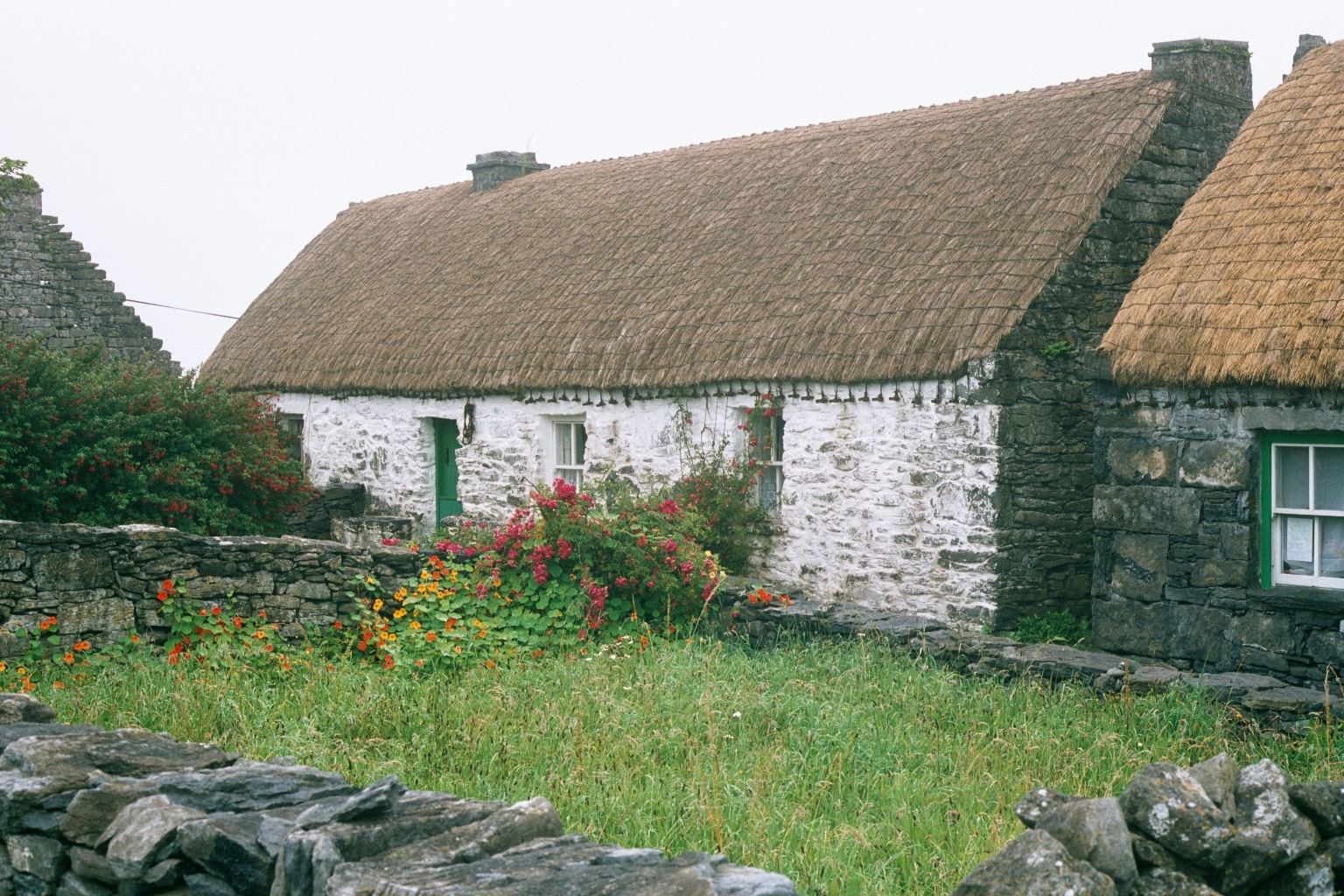
ジョン・ミリントン・シングの住んでいた家
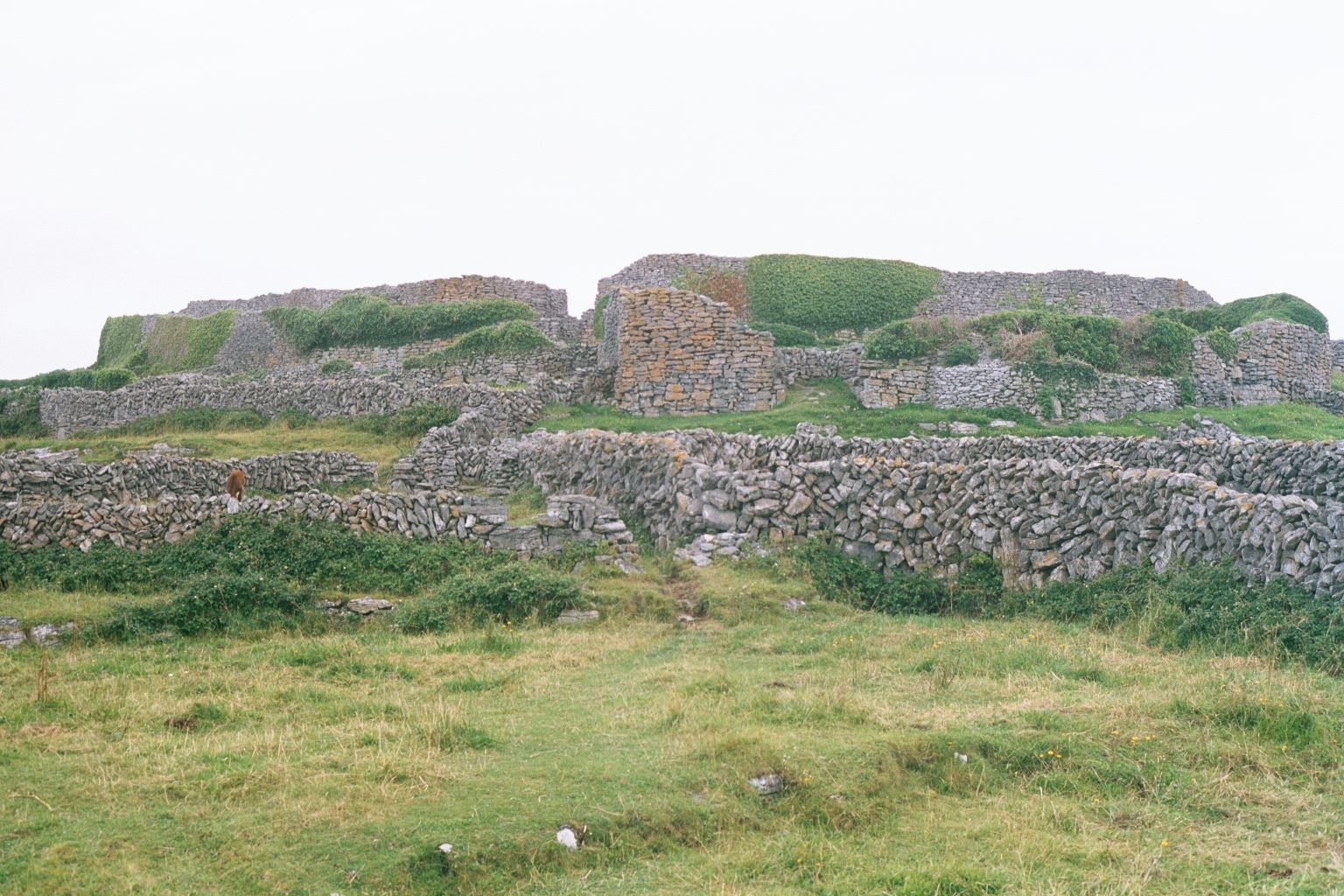
コナー要塞(Dún Conchuir)

## イニシィア島
イニッシアーやイニシイアと呼ばれることもある。イニシィア（東島）は、三島の中で最も小さく、最も東に位置する。アイルランド語では、Inis OirthirやInis Thiarやinisheerと書かれることもある。2022年国勢調査では人口は323人でアラン諸島の中では二番目に人口が多い。

### 名所・旧跡
- テンパル・ケイヴィン(Teampall Chaomháin) - 遺跡

## アラン島関連の作品
- 小説・紀行
  - ジョン・ミリントン・シング(John Millington Synge):随筆『アラン島』
  - 野沢弥市朗:『アイルランド／アランセーターの伝説』（2002年、繊研新聞社）
  - 司馬遼太郎：『街道をゆく 31 愛蘭土紀行 II』
  - アラン島

- 戯曲
  - ジョン・ミリントン・シング:戯曲『海に行く騎者』
  - マーティン・マクドナー:戯曲『アラン諸島三部作』

- 映画
  - ロバート・J・フラハティの監督によるドキュメンタリー映画『アラン』（Man of Aran、1934年）
  - マーティン・マクドナー　イニシェリン島の精霊